# Acanthocnema himalaica
Acanthocnema himalaica är en tvåvingeart som beskrevs av Masayoshi Suwa 1986. Acanthocnema himalaica ingår i släktet Acanthocnema och familjen kolvflugor.
Artens utbredningsområde är Nepal. Inga underarter finns listade i Catalogue of Life.